# Пъкипсий
Пъкипсий (на английски: Poughkeepsie) е град в САЩ, административен център на окръг Дъчис, щата Ню Йорк. Разположен е на река Хъдсън и има население 30 614 души (по приблизителна оценка от 2017 г.).